# IC 2788/1
IC 2788/1 је спирална галаксија у сазвијежђу Лав која се налази на листи објеката дубоког неба у Индекс каталогу.
Деклинација објекта је + 12° 42' 2" а ректасцензија 11h 23m 26,7s. Привидна величина (магнитуда) објекта IC 2788 износи 16,7 а фотографска магнитуда 17,5.